# Gruppo astronauti CSA 3
Il Gruppo astronauti CSA 3 è un gruppo di astronauti selezionati dall'Agenzia spaziale canadese nel 2009.

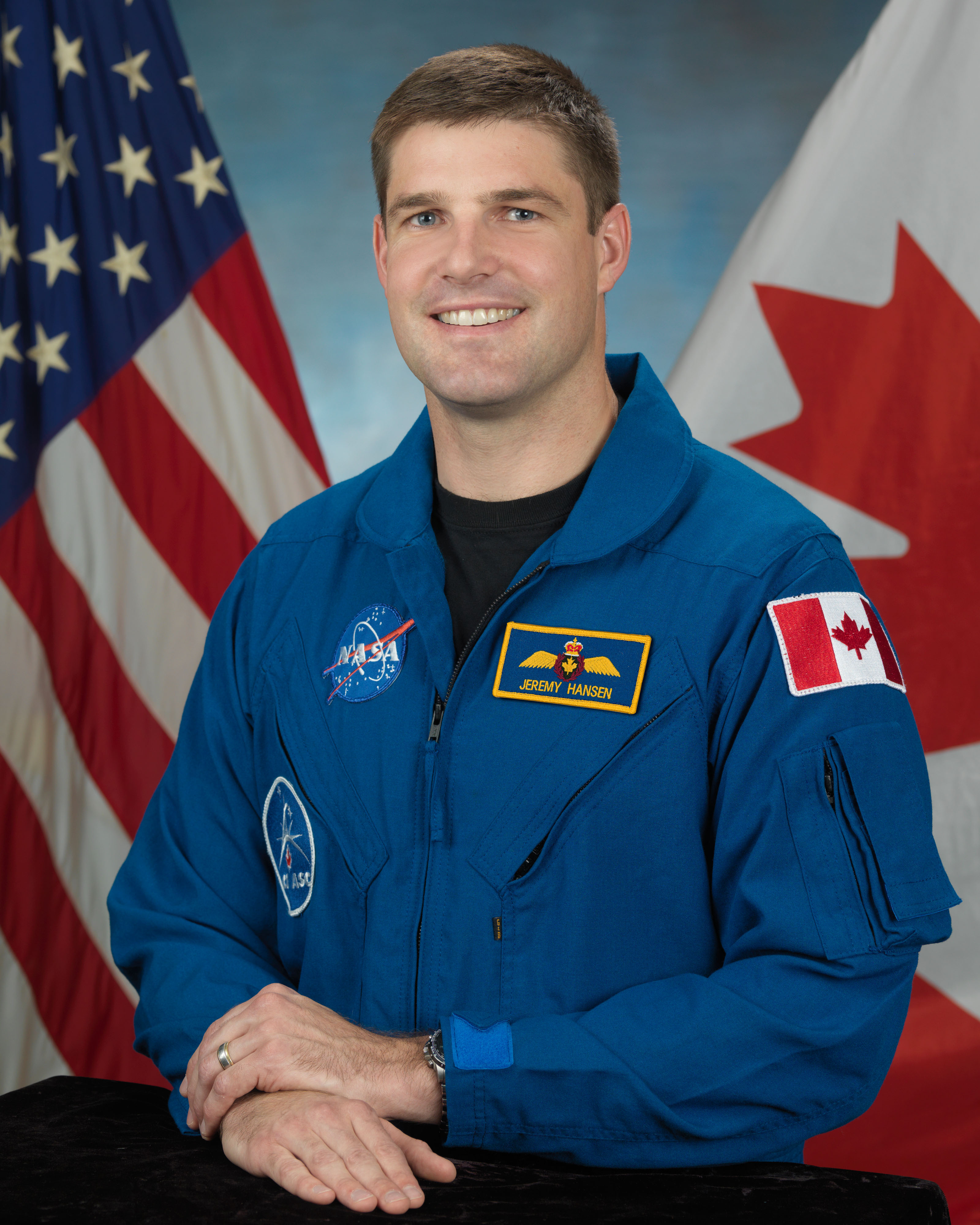
Astronauta Jeremy Hansen

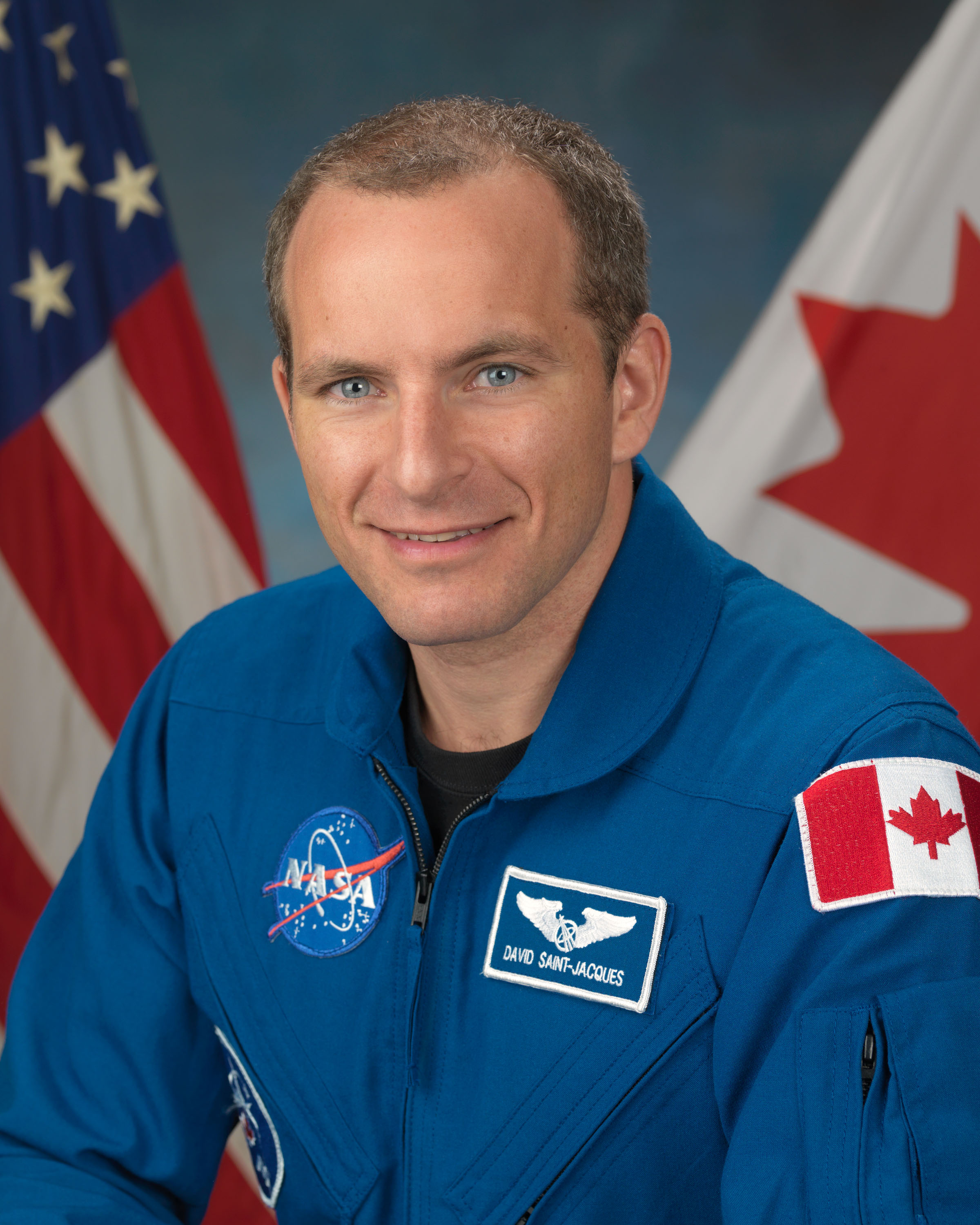
Astronauta David Saint-Jacques

## Storia
Nel marzo 2008, dopo il ritiro di diversi astronauti veterani, venne indetta una selezione per nuovi candidati astronauti. Vennero inviate oltre 5000 domande per i due posti di candidato astronauta. Il processo di selezione, durato un anno, si concluse nel maggio 2009, con l'annuncio dei candidati astronauti Jeremy Hansen e David Saint-Jacques. L'addestramento astronautico di base venne svolto tra agosto 2009 e novembre 2011 insieme ai colleghi statunitensi del Gruppo 20 degli astronauti NASA al Johnson Space Center. Alla conclusione dell'addestramento ricevettero la spilla d'argento di astronauta e la possibilità di essere assegnati a future missioni spaziali. Nel 2017 Hansen divenne il primo canadese ad essere responsabile di un gruppo di astronauti NASA.

## Lista degli astronauti
- Jeremy Hansen
- David Saint-Jacques

Sojuz MS-11, Ingegnere di volo
Expedition 57/58/59, Ingegnere di volo